# Dobrovody
Dobrovody (en ucraniano: Доброводи) es el lugar donde se encuentra un asentamiento neolítico que fue uno de los centros de la cultura de Cucuteni durante el cuarto mileno a. C.

## Descripción
En su apogeo alcanzó una población de 15 000 habitantes en una superficie de 250 hectáreas, con casas distribuidas en torno a nueve o diez círculos concéntricos; de modo que fue uno de los mayores asentamientos del Neolítico europeo.